# Carl Thönes
Carl Thönes (* 1847; † 11. Juni 1895 in Lennep, auch Karl Thönes) war ein deutscher evangelischer Theologe, Autor und Redakteur der Theologischen Literaturzeitung.

## Leben
Thönes studierte ab 1865 Theologie an der Rheinischen Friedrich-Wilhelms-Universität in Bonn, wo er Mitglied des Bonner Wingolf wurde. Ab 1867 studierte er an der Georg-August-Universität in Göttingen. Dort war er einer der Stifter des Göttinger Wingolf und Mitglied seiner Vorläuferorganisation, der christlichen Verbindung Arminia. Als Gründungssenior hatte er entscheidenden Anteil an der Gründung dieser christlichen Studentenverbindung. Thönes war ein früher Schüler Albrecht Ritschls, mit dem er auch nach seinem Studium Kontakt hielt. Ritschl beriet Thönes auch bei der Stiftung und Ausgestaltung des Verbindungslebens des Göttinger Wingolf, wo Ritschl Thönes dazu anhielt, gegen theologisch-orthodoxe Strömungen vorzugehen.
Thönes schloss sein Studium 1868 ab und promovierte zum Lic. theol. Dr. phil. Zunächst war er als Pastor in Wald tätig. 1873 veröffentlichte er seine wirkungsstarke wissenschaftliche Veröffentlichung Schleiermacher's Handschriftliche Anmerkungen zum ersten Theil der Glaubenslehre. 1881 folgte die Schrift Christliche Anschauung der Ehe und ihre modernen Gegner. Besondere Bedeutung erlangte er als Autor und Redakteur der Theologischen Literaturzeitung, für die er neue theologische, auch fremdsprachige, ausländische Schriften rezensierte. Er engagierte sich im Gustav-Adolf-Verein unter Gustav Adolf Fricke. Als Superintendent von Lennep starb Thönes 1895. Seine Tochter war die Philosophin und Theologin Adelheid Thönes.

## Predigten und Schriften (Auswahl)
- James Macgregor: The apology of the christian religion. Historically regarded with reference to supernatural revelation, in Theologische Literaturzeitung, Heft 19, Leipzig 1894, S. 377–379.[4]
- Gijsbert Hendrik Lamers: De christellijke zedeleer en de vraagstukken der hedendagsche zedekunde, in: Theologische Literaturzeitung, Heft 11, Leipzig 1890, S. 288–290.[5]
- Johann Heinrich Witte: Sinnen und Denken, in: Theologische Literaturzeitung, Heft 14, Leipzig 1890, S. 362.[6]
- Predigt zum Gedächtniß Sr. Majestät des hochseligen Kaisers Wilhelm' gehalten am 22. März 1888 in d. evangel. Kirche zu Lennep, Lennep, Hackenberg, 1888.
- Otto Kuttner: Daniel Schleiermacher, in: Theologische Literaturzeitung, Heft 26, Leipzig 1885, S. 629–630.[7]
- Predigt bei der 35. Hauptversammlung des Gustav-Adolf-Vereins in der Reinoldkirche zu Dortmund am 17. August 1881 gehalten, Leipzig 1881.
- Christliche Anschauung der Ehe und ihre modernen Gegner, Gekrönte Preisschrift, Leiden 1881.
- Schleiermacher's Handschriftliche Anmerkungen zum ersten Theil der Glaubenslehre, Berlin 1873.[8]
- Was ist gegen und für confessionell gemischte Volksschulen zu sagen?, Barmen 1876.
- De Gelasio I. papa, Wisibadae, 1873
- Theses theologicae, Bonnae 1870.